# باشگاه فوتبال کوو رنجرز
باشگاه فوتبال کوو رنجرز (انگلیسی: Cove Rangers F.C.)یک باشگاه فوتبال مستقر در منطقه آلتنز شهر ابردین، اسکاتلند است.